# ロケ・コルデロ
ロケ・コルデロ（Roque Cordero、1917年8月16日 - 2008年12月27日）は、パナマの作曲家。
パナマ市出身。アメリカ合衆国に留学し、作曲をエルンスト・クルシェネクに、指揮をディミトリ・ミトロプーロスに師事した。1938年に帰国し、パナマ国立交響楽団の音楽監督となり、1950年から1966年まで国立音楽研究所の教授を務めた。その後再びアメリカ合衆国にわたり、1969年からインディアナ大学の教授となり、1972年からはイリノイ州立大学の教授となった。晩年はオハイオ州に居住し、デイトンで亡くなった。

## 主な作品
- 交響曲第1番（1947）
- 小管弦楽のための8つの小品（1948）
- 田園狂詩曲（1953）
- 交響曲第2番（1957）
- ヴァイオリン協奏曲（1974）
- 弦楽四重奏曲第3番（1977）